# NGC 2242
NGC 2242 је планетарна маглина у сазвежђу Кочијаш која се налази на NGC листи објеката дубоког неба.
Деклинација објекта је + 44° 46' 40" а ректасцензија 6h 34m 7,4s. Привидна величина (магнитуда) објекта NGC 2242 износи 15,0 а фотографска магнитуда 15,1. NGC 2242 је још познат и под ознакама CGCG 204-5.